# Hino da Cornualha
Bro Goth Agan Tasow (Terra de Nossos Pais em Cornualês) é um dos hinos da Cornualha, localizada no ponto mais a sudoeste da Grã Bretanha. É cantado com a mesma música de Hen Wlad Fy Nhadau, hino do País de Gales. O hino bretão, Bro Gozh ma Zadoù utiliza a mesma partitura.

## Letra
Primeira estrofe:
Bro goth agan tasow, dha flehes a'th car,
Gwlas ker an howlsedhes, pan vro yw dha bar?
War oll an norvys 'th on ni scollys a-les,
Mes agan kerensa yw dhis.

Refrão:
Kernow! Kernow, y keryn Kernow;
An mor hedra vo yn fos dhis a-dro
'Th on onan hag oll rag Kernow!

Segunda estrofe:
Gwlascor Myghtern Arthur, an Sens kens, ha'n Gral
Moy kerys genen nyns yw tiredh aral,
Ynnos sy pub carn, nans, menydh ha chi
A gews yn Kernowek dhyn ni.

Refrão:
Kernow! Kernow, y keryn Kernow;
An mor hedra vo yn fos dhis a-dro
'Th on onan hag oll rag Kernow!

Terceira estrofe:
Yn tewlder an bal ha war donnow an mor,
Pan esen ow qwandra dre diryow tramor
Yn pub le pynag, hag yn keniver bro
Y treylyn colonnow dhiso.

Refrão:
Kernow! Kernow, y keryn Kernow;
An mor hedra vo yn fos dhis a-dro
'Th on onan hag oll rag Kernow!